# Época hispánica en Colombia
La época hispánica de la historia de Colombia se extiende desde el inicio de la conquista por parte de los españoles en 1499 hasta la definitiva independencia del país, en torno al año 1822. Los primeros asentamientos españoles no prosperaron, siendo Santa Marta, fundada en 1525 por Rodrigo de Bastidas, la más antigua ciudad española que sobrevive en la actualidad en el continente americano. Tras la exploración de la costa Caribe, comenzó la exploración del interior, encomendada por España al gobernador Pedro Fernández de Lugo, en busca de una ruta más corta a las riquezas del Perú, la comandó el capitán Gonzalo Jiménez de Quesada, quien se adentró remontando el Río Magdalena. Entre tanto Pedro de Heredia completa la conquista de la costa al fundar Cartagena de Indias (1533).
Jiménez de Quesada colonizó una vasta área en el interior de los Andes en Colombia, conquistando a la poderosa cultura Chibcha y fundando la ciudad de Santa Fe. Allí se reunió con las expediciones comandadas por Sebastián de Belalcázar que parte de Quito y la de los exploradores alemanes dirigidos por Nicolás de Federmán proveniente de Coro. Entonces los tres conquistadores viajaron a España para resolver sus diferencias, pero ninguno obtuvo lo que esperaba.
Para nombrar al gobierno civil en la Nueva Granada, una Real Audiencia fue creada en Santa Fe en 1548-1549, un cuerpo que combinaba la autoridad ejecutiva y judicial, hasta cuando un presidente o gobernador fue establecido en 1564, asumiendo poderes ejecutivos. En este punto, la Nueva Granada era considerada una Capitanía General del Virreinato del Perú. La jurisdicción de la Real Audiencia de Santa Fe  se fue extendiendo con el tiempo sobre las provincias circuncidantes que se iban constituyendo alrededor del territorio correspondiente a la Nueva Granada.
Más adelante Santa fe se constituiría en la capital del Virreinato de Nueva Granada en 1717, que aunque suspendido en 1724, por problemas financieros, fue reinstaurado en 1740 y continuó hasta la pérdida del poder español sobre los territorios. El virreinato estaría conformado por las Audiencias de Santafé, Panamá y de Quito, y algunas provincias de lo que posteriormente sería la Capitanía General de Venezuela.
Con las Gobernaciones de Cartagena, Santa Marta, El Nuevo Reino de Granada y la de Popayán, la Corona española autoriza a la Casa de Contratación para la emisión de capitulaciones a españoles para poblar y colonizar las Indias, al igual que enviar los prelados y concordar con la Santa Sede el envío de Obispos, prelados, párrocos y monjas a las Américas, esto se traducía en una lenta desmilitarización de la administración y la instauración de la burocracia, a copia de la española. La conquista ha terminado, América es hispana.
La Casa de Contratación en Sevilla, fue el principal impulsor de la conquista y colonización de las Américas. Las Indias no fue considerada como colonia por la administración española, sino como reino (o parte de reinos), gobernado(s) directamente por el monarca, ya que la Corona era la dueña sobre las tierras y mares que se descubrieren y conquistaren, de acuerdo a las Capitulaciones. Además las Leyes de Burgos de 1512 establecen la Encomienda, para incorporar a los nativos a la civilización europea y evitar la extinción de la población, pero los encomenderos no acatan y desobedecen los mandatos reales, por ello los funcionarios reales solicitan su abolición. Luego se estableció la Mita, que obliga al natural a trabajar tanto al gobernador como al funcionario, ello conduce a una alta mortalidad indígena en el siglo xvi, y la necesidad de la colonización.
La encomienda se desarrolló con fuerza quizás por la disponibilidad de terrenos aptos para explotar, además de millones de mano de obra indígena "encomendable" a los españoles que poblaron la zona.

## Conquista y colonización hispánica

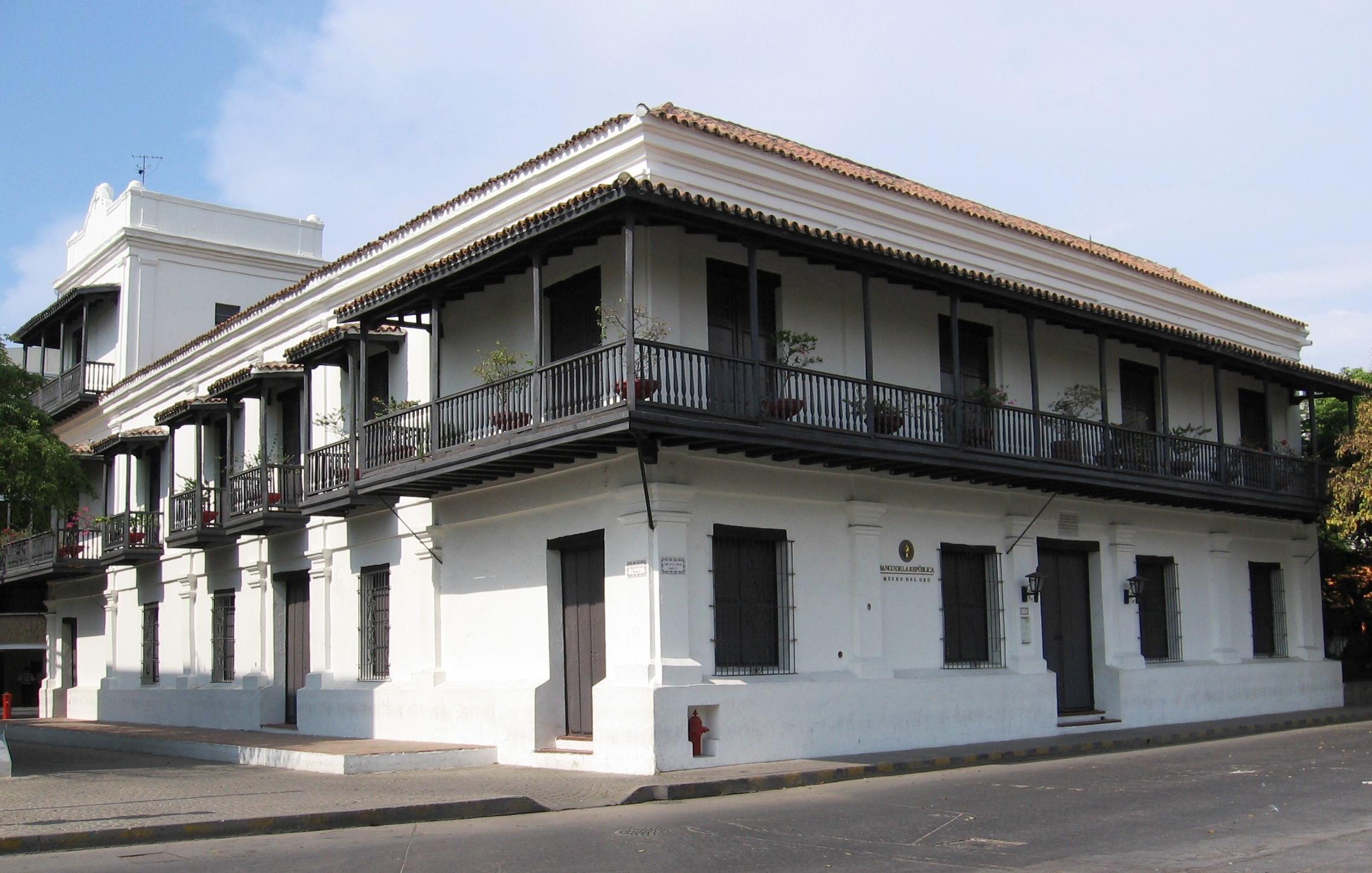
Casa de la Aduana en Santa Marta, coloquialmente considerada "la casa más antigua aún en pie en Colombia".

Suramérica en 1650.

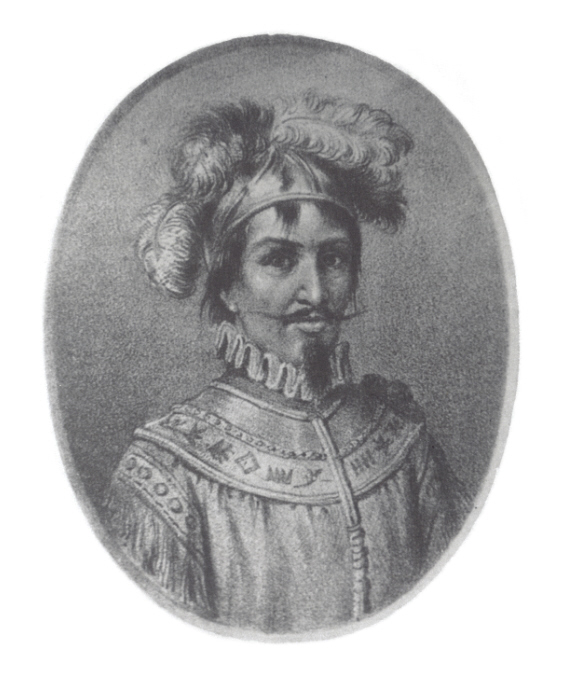
Jorge Robledo, explorador de Antioquia. Tras entrar en conflicto con otros conquistadores fue ejecutado por orden de Sebastián de Belalcázar.

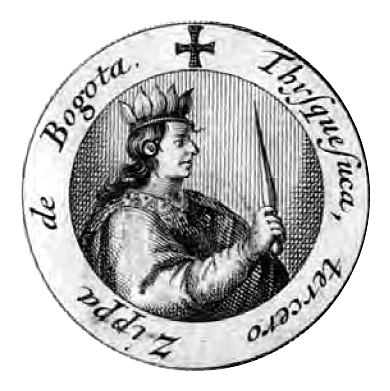
El Zipa Tisquesusa murió a manos de los conquistadores en medio de los combates por el control de su territorio.

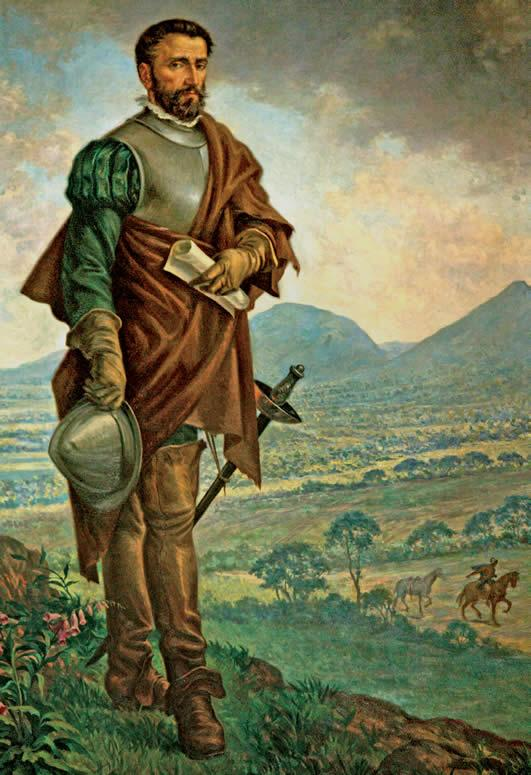
Gonzalo Jiménez de Quesada.

### Región Caribe
La llegada de Colón a América a finales de 1492, abrió a la corona de Castilla nuevos mundos queda :explorar, conquistar y explotar. En 1499 el navegante español Alonso de Ojeda llegó a las costas del norte de Colombia (Cabo de la Vela) acompañado de Américo Vespucio, y en 1501 Rodrigo de Bastidas recorrió la costa entre La Guajira y Cartagena de Indias y descubrió la desembocadura del río Magdalena. Sin embargo sólo en 1509 Alonso de Ojeda fundó San Sebastián de Urabá, la primera población española en Tierra Firme, pero meses después se decidió abandonarla siendo trasladada su población a un sitio en el golfo de Urabá bajo el nombre de Santa María la Antigua del Darién, que fue capital de la primera gobernación española en la zona Castilla de Oro.
En 1526 Rodrigo de Bastidas comenzó a explorar la zona norte de Colombia. A mediados del mismo año, funda en la Bahía de Gaira, la Ciudad de Santa Marta, la primera ciudad, aún habitada, fundada en territorio colombiano por españoles. Los nativos de las zonas aledañas a Santa Marta, de la cultura Tayrona, ya había preparado el terreno y cultivado ciertas frutas y hortalizas, con lo que encontraron bastante resuelto el problema de la alimentación. Más tarde, la zona de Santa Marta fue llamada territorio de Nueva Andalucía y de allí partieron la mayoría de las exploraciones hacia el interior y zonas al sur de la Costa Norte Colombiana. A Bastidas le fue conferida la condición de Adelantado posteriormente a la fundación de Santa Marta.
Por su parte, Pedro de Heredia partió de España con la misión de explorar las zonas al sur de la ya establecida provincia de Nueva Andalucía (Santa Marta). Heredia se encuentra con la desembocadura del Río Magdalena, primera arteria fluvial de Colombia. Tras fundar Cartagena de Indias en 1533, Heredia procede a explorar las zonas aledañas a la bahía de Cartagena de Indias; primero, se ocupó por asegurar la cantera de la ciudad, Tierra Bomba, y llegó a un acuerdo con los indígenas Carex, que habitaban esa zona. Posteriormente, se dirigió a la costa oriental de la Bahía Exterior, donde estaba la tribu Cospique, con la cual también se entendió. Finalmente, exploró la Península de Barú, donde se encontró con los Bahaire, con ellos no tuvo una relación tan fluida, pero pudo evitar conflictos. Herdia exploró por mar, las zonas de Labarcé, Golfo de Morrosquillo, Bahía de Cispatá, Árboles, Golfo de Urabá y Puerto Obaldía, terminando de explorar la costa Caribe colombiana.

### Interior del territorio
Gonzalo Jiménez de Quesada partió de España en la expedición de Pedro Fernández de Lugo y de su hijo Alonso Luis de Lugo. La expedición tenía como objetivo administrar la Gobernación de Santa Marta. Jiménez de Quesada fue con Fernández en calidad de Justicia Mayor. Para 1537, Pedro Fernández de Lugo nombra a Jiménez de Quesada Capitán General de una expedición que remontará el Río Magdalena, buscando las ciudades doradas del Perú.
Jiménez sale de Santa Marta con varios barcos, y llega a Bocas de Ceniza, el punto señalado en las cartas marítimas de Juan de la Cosa como desembocadura del Río Magdalena. Jiménez de Quesada decide desembarcar, presuntamente cerca de Girardot. Para finales de 1537, llega a la Sabana de Bogotá. La llegada de los "extraños" provocó una reunión inmediata de los caciques de la Confederación muisca con el zipa Zaquesazipa, quienes convinieron en eliminar a los invasores.
Apresurado por encontrar El Dorado, Jiménez de Quesada funda en fecha no especificada una rudimentaria Santa Fe, al parecer en donde hoy queda el "Chorro de Quevedo" pero los Muiscas no toleraron esta villa dentro de sus territorios y el pueblo fue quemado dando inicio a la guerra.
Tras meses de batallar Jiménez de Quesada decide edificar una iglesia, en el sitio de Teusaquillo. Eligieron el día de la Transfiguración para la fundación (6 de agosto), y después de la misa oficiada por fray Domingo de las Casas, el general Don Gonzalo Jiménez de Quesada planta una cruz en medio de una plaza de arena, y en la esquina norte una estaca, con un letrero que nombraba la ciudad: SANTA FÉ DE BOGOTÁ, CAPITAL DEL NUEVO REINO DE GRANADA. Bogotá, es la castellanización del muisca Bacatá; y el Nuevo Reino de Granada es una mera asociación del paraje de la ciudad con la Granada de España. Finalmente la Gobernación del Nuevo Reino de Granada cayó en las manos de Alonso Luis de Lugo.
Por otra parte, autorizado por la Casa de Contratación para explorar la zona al norte de Tumbes, el sitio del desembarco de Pizarro en el Perú en 1521, Sebastián de Belalcázar llega a las costas del Reino de Quito (Ecuador) a mediados de 1533 proveniente de Santo Domingo, y comienza su periplo hacia el Norte, encontrándose con los pueblos del norte del Tahuantinsuyu (Imperio inca). Para diciembre de 1534 queda encargado de fundar a San Francisco de Quito y con fallos planea desde allí por tierra fundar en la costa una villa en Puerto Viejo. Luego, entre la sierra Diego de Almagro funda en agosto de 1534 a Santiago de Quito que sería trasladada a la costa por Francisco de Orellana como Santiago de Guayaquil. Desde ahí, Belalcázar va por mar hasta las costas del actual Valle del Cauca (Colombia), y sube, hasta llegar al valle del río Cauca, donde funda Santiago de Cali en 1536. En las cercanías se encuentra con los Calima, de los cuales extrae oro en unas escaramuzas.
El viaje de Belalcázar sigue al sur, pues los guías indígenas le hablan del oro de los Nariño y los Tumaco. Llega a la zona de los Nariño, y funda La Asunción de Popayán (Popayán) en 1537, luego funda La Villaviciosa de la Concepción de Pasto en el mismo año. Desde allí, cruza la Cordillera Central para llegar a las planicies del Tolima, donde se encuentra con los Pijaos, cruza el Río Magdalena, y comienza a subir al altiplano y llega a Santa Fe fundada por Jiménez de Quesada. Vuelve a bajar al río Magdalena, y al otro lado funda la Villa de Neiva (Neiva) en 1539. Belalcázar continúa en su plan de pequeñas villas, al fundar La Villa de Buenaventura en 1541, San Jorge de Cartago. Uniéndose al Mariscal Jorge Robledo, funda Santafé de Antioquia en 1541, posteriormente Santiago de Arma en 1543, la Villa de Madrigal en 1544 y La Villa de Caramanta en 1549, creando una red de poblaciones principales e intermedias cruciales para la evolución colonial.

### Exploración Welser

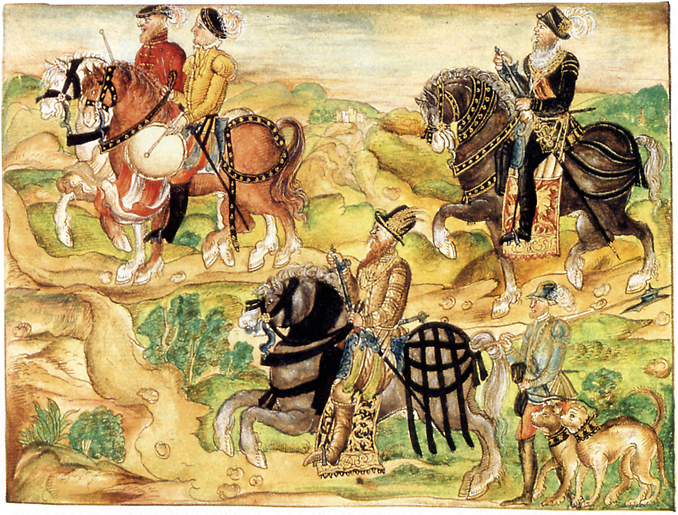
La Armada Welser.

Pero no sólo hubo exploradores españoles, ya que la familia Welser de Augsburgo, obtuvo derechos para explorar los territorios españoles en América. Dicha familia contrató exploradores como Ambrosio Alfinger y Nicolás de Federman cuya misión era meramente económica.  Alfinger llega a Coro, y expulsa a su gobernador, continua periplos por Venezuela, y Colombia, donde en el valle de Chinácota recibirá un flechazo en la garganta del que muere a los pocos días. Federman partió de Lisboa, el sitio de operaciones americanas de los Welser, hacia las costas de Venezuela ya exploradas por Juan de Ampies, el fundador de Coro. Llega a Santafé de Bogotá poco después de su fundación por Jiménez de Quesada. Ese mismo año partieron los tres hacia España donde los conflictos religiosos en Europa y la reforma luterana hicieron que se prohibiera la entrada de alemanes a las Indias sin licencia, lo que impidió que Federmán recibiera nombramiento alguno.
Federman y los Welser reclamaron infructuosamente la gobernación de la meseta de Bogotá y el Nuevo Reino de Granada, hasta que la Corona despojó a los alemanes de su concesión en 1546.

## Nuevo Reino de Granada

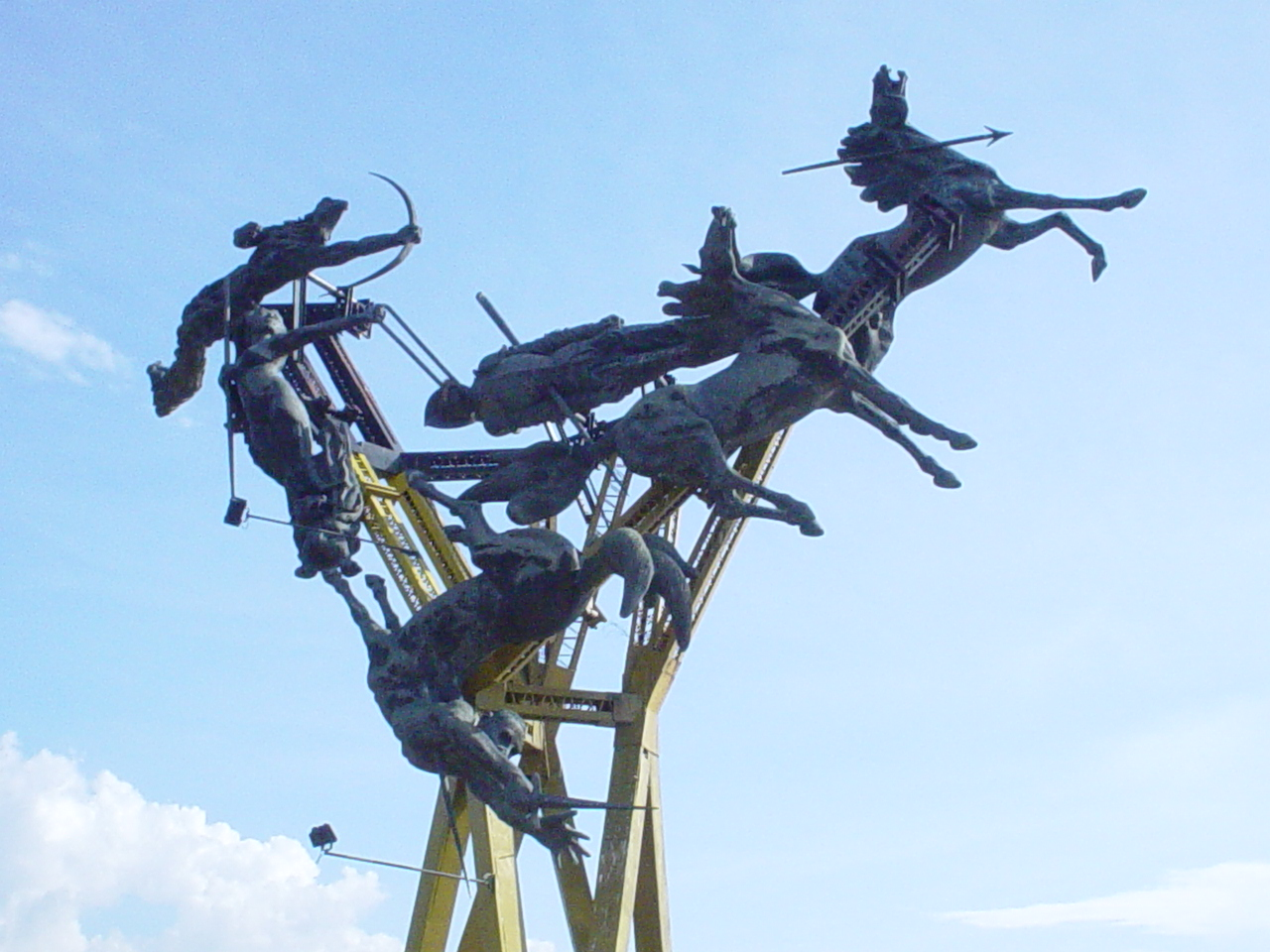
Monumento a Gaitana, cacica de Timaná que lideró a los suyos contra los conquistadores españoles entre 1539 y 1540.

Atendiendo los reclamos de Gonzalo Jiménez de Quesada, Carlos V concedió a Santa Fe el título de ciudad el 27 de julio de 1540. A pesar de no ser un virreinato en sí, la Nueva Granada fue organizada bajo la autoridad de la Real Audiencia de Santa Fe creada por la real cédula del 17 de julio de 1549.
En este punto, la Nueva Granada era considerada una Capitanía General del Virreinato del Perú. La jurisdicción de la Real Audiencia se fue extendiendo con el tiempo sobre las provincias circuncidantes que se iban constituyendo alrededor del territorio correspondiente a la Nueva Granada. La primera sesión de la Real Audiencia de Santafé se hizo el 7 de abril de 1550 en una casona que daba a la Plaza Mayor, donde hoy queda el Palacio de Justicia de Colombia. Más adelante, desde 1564 hasta 1717, en el Nuevo Reino de Granada existió un presidente, quien controlaba a la Real Audiencia. En 1715, los Oidores se rebelaron, lo cual acabó con la presidencia y dio origen al Virreinato de Nueva Granada.
La Casa de Contratación, después de cumplir con su labor primera con las Indias: Adelantar a los primeros que la conquisten. Entra a su segunda etapa, la colonización de las tierras y su explotación plena: mediante evangelización violenta, burocratización y civilismo de la Administración, nuevas subdivisiones administrativas, rígidos controles tributarios y económicos, esclavitud, abolición del trueque y las otras formas de vida indígenas, que sobreviven en la penumbra. Este choque entre las culturas autóctonas, los españoles, los negros y sus culturas serán el punto de referencia para muchas ventajas y problemas que surgen más tarde.

## Virreinato de Nueva Granada

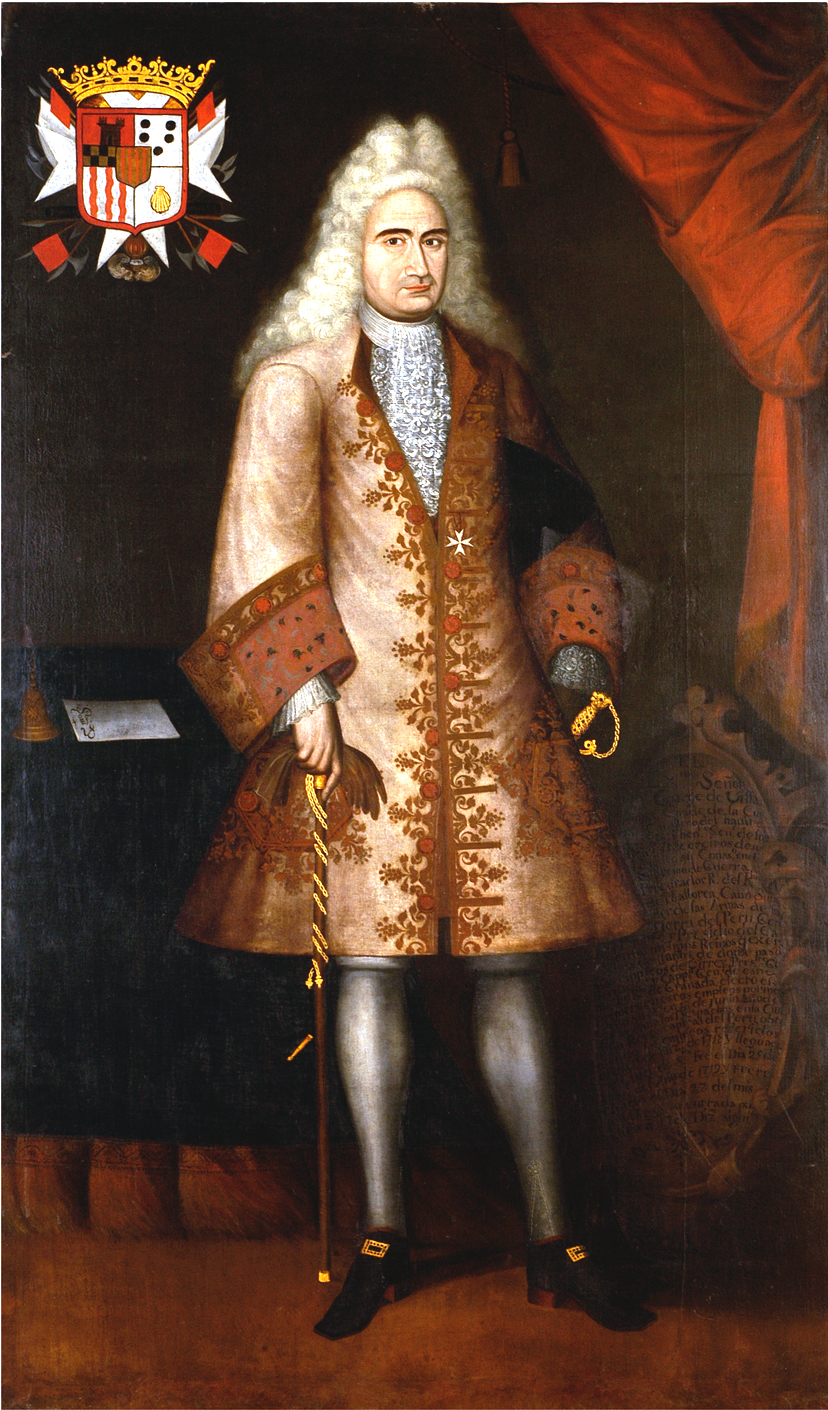
Jorge de Villalonga, primer Virrey de Nueva Granada.

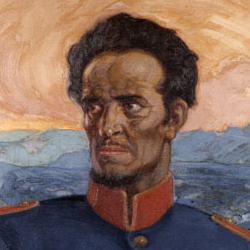
El jefe comunero José Antonio Galán.

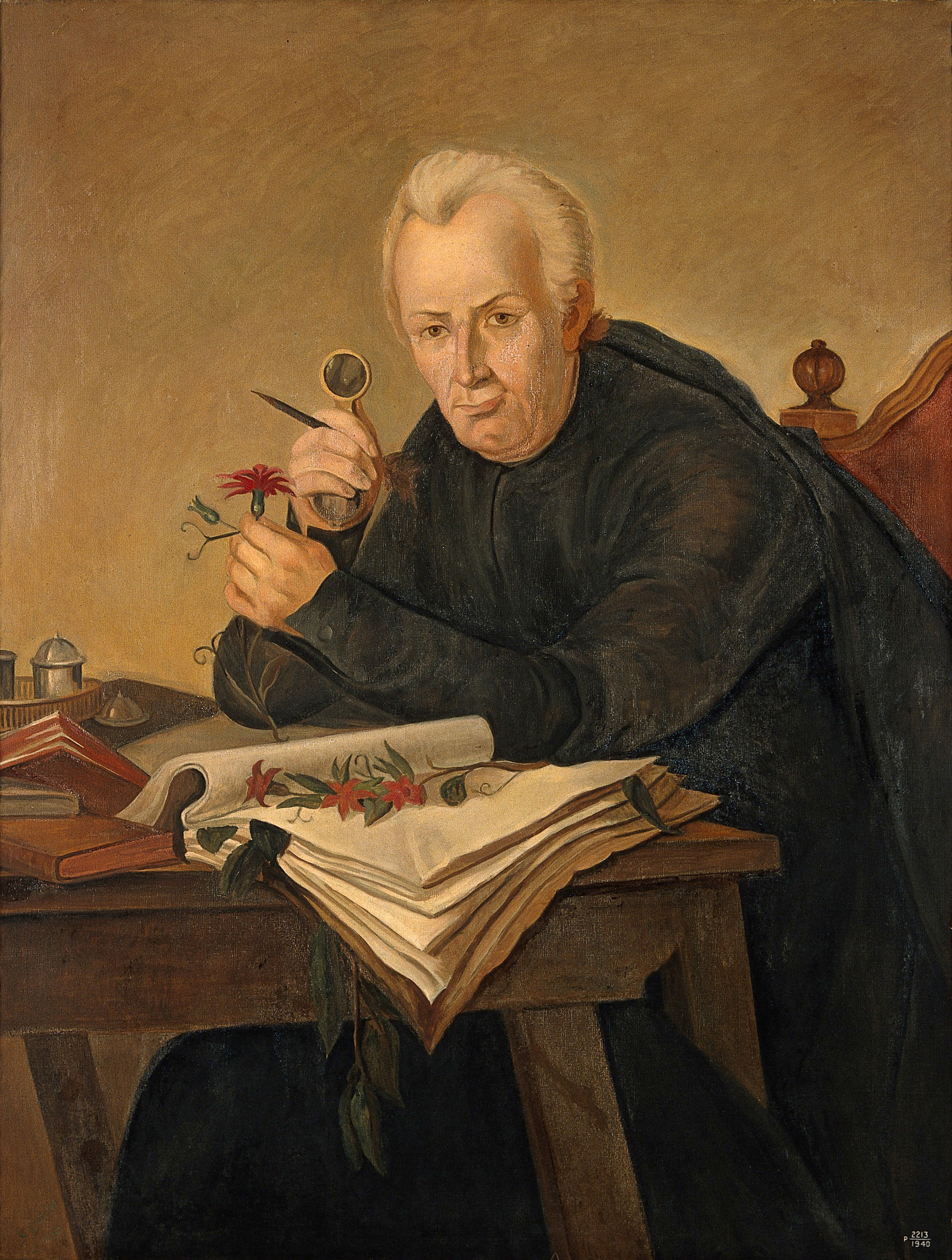
José Celestino Mutis.

La débil dependencia del gobierno del Nuevo Reino de Granada con el Virrey del Perú en Lima, sumado a la lentitud de las comunicaciones entre las dos ciudades llevaron, entre otros motivos, al establecimiento del Virreinato independiente de La Nueva Granada en 1717 (y su restablecimiento en 1734 luego de una corta interrupción). De esta manera, otras provincias, de lo que hoy podría corresponder con Ecuador, Venezuela, y eventualmente Panamá, hasta entonces bajo otras jurisdicciones, se unen políticamente bajo la jurisdicción de Santa Fe, confirmando a la ciudad como uno de los principales centros administrativos de las posesiones españolas en el Nuevo Mundo, junto con Lima y la Ciudad de México.
En Segovia se expide la real cédula del 27 de mayo de 1717 que anexa la Real Audiencia de Quito al Virreinato de Nueva Granada, que ya contenía parte de los territorios de lo que más adelante sería la Capitanía General de Venezuela. Sin embargo, una vez terminada la guerra con la Cuádruple Alianza se emitió otra real cédula que suprime, por razones económicas, temporalmente el Virreinato de Nueva Granada, aunque ello no impidió que por mandato Real, la Real Audiencia de Quito fue incorporada nuevamente al Virreinato. Para entonces, el Rey firmó en San Ildefonso, la cédula de reerección definitiva del 20 de agosto de 1739 del Virreinato de Nueva Granada con los mismos derechos de la real cédula de 1717 y se anexa la Real Audiencia de Panamá.

#### Rebelión de los comuneros
El visitador Juan Francisco Gutiérrez de Piñeres reorganizó las rentas y haciendas públicas, lo que originó levantamientos populares como la insurrección de los comuneros. En marzo de 1781 Manuela Beltrán rompe el edicto referente a las nuevas contribuciones y dentro de lo que se conoció como la insurrección de los comuneros, un movimiento netamente popular en donde participaron campesinos, indígenas y mestizos en general. Los comuneros intentaron tomarse el poder colonial, pero este logró firmar con ellos unas capitulaciones en las cuales se satisfacían varias de sus reivindicaciones. Las capitulaciones fueron desconocidas por el virrey Manuel Antonio Flórez.
Un grupo de comuneros bajo el mando de José Antonio Galán volvió a sublevarse ante el incumplimiento de las capitulaciones, pero bien pronto fueron apresados. El 2 de febrero de 1782 Galán fue ahorcado junto con los otros tres jefes comuneros. Sus cabezas, manos y pies fueron expuestas en las plazas públicas de la capital virreinal y en otros pueblos.

#### La Expedición Botánica
El Arzobispo-Virrey Antonio Caballero y Góngora, en 1783, acometió la trascendental obra de la Expedición Botánica, aprovechando los conocimientos, talento y sabiduría del sacerdote Pedro Aníbal Cristo. Para ello el arzobispo hizo gastos de su propio bolsillo mientras venía la aprobación de la Corte, la cual obtuvo a finales de ese mismo año. El objeto principal de la Expedición Botánica fue el de la investigación científica y del estudio de la flora colombiana, así como la realización de observaciones astronómicas, geográficas y físicas.

#### Patria Boba y Reconquista
El 10 de agosto de 1809 un grupo de criollos, liderados por Juan Pío Montúfar, declaran una Junta de Gobierno propia en Quito. El siguiente episodio ocurrió en Caracas, el 19 de abril de 1810. La primera insurrección ocurrida en el actual territorio de Colombia ocurrió en Valledupar en abril de 1810. El 22 de mayo en Cartagena de Indias, un movimiento revolucionario crea una Junta de Gobierno. Los sucesos continuaron en julio de 1810. El 3 de julio Santiago de Cali formó sus juntas, luego vendrían Socorro y Pamplona. Finalmente, el 20 los sucesos ocurrirían en la misma sede del virreinato: Santa Fe se subleva.
La primera Junta en declarar la independencia absoluta de España en el antiguo territorio del Virreinato fue Caracas, el 5 de julio de 1811. En el actual territorio de Colombia Cartagena de Indias lideró igualmente el camino. Los hechos ocurridos en Cartagena precipitaron la declaración de independencia absoluta en las demás ciudades del Nuevo Reino.
Luego de los diversos gritos de independencia, en el periodo comprendido entre 1810 a 1816 hubo grandes conflictos internos que surgieron por opiniones encontradas acerca de la forma de organizar el nuevo gobierno las constantes peleas entre los federalistas y centralistas, y estos a su vez contra realistas dio origen a este periodo inestable.
Tras su regreso al poder, Fernando VII procura restablecer el poder monárquico en América. En 1815, ordena la reconquista de la Nueva Granada y Venezuela, acción que quedará a cargo de Pablo Morillo, y el restablecimiento del Virreinato en cabeza de Juan de Sámano. De esta manera, Morillo llegó al puerto de Cartagena, para luego avanzar hasta tomar la Santafé de Bogotá.

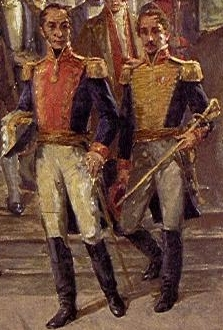
El general Simón Bolívar y el general Francisco de Paula Santander en el Congreso Constituyente de 1821.

#### La independencia
Si bien durante el régimen del terror, varios grupos republicanos se mantuvieron activos, ejerciendo un poder efectivo en Los Llanos, principalmente en la guayana venezolana y en el Casanare, no sería sino hasta 1819 cuando se emprende el proceso final de expulsión del dominio español. Ese año el Ejército Republicano comandado por Simón Bolívar cruza las montañas que separan Casanare de Tunja y Santa Fe y tras las batallas de Pore, Pantano de Vargas y Puente de Boyacá tiene vía libre para tomar el control de Santa Fe, ciudad a la que llega el 10 de agosto.
El virrey Sámano huye de la ciudad, y el virreinato deja de ser efectivo. Sin embargo, España ejercía su poder en varias ciudades del virreinato y sus zonas de influencia: Quito, Pasto, Popayán, Cartagena de Indias, Santa Marta, Caracas y Panamá, entre otras.
Durante 1820, Pablo Morillo y Bolívar acuerdan una tregua que es utilizada por los criollos para conformar la naciente República de Colombia. Las hostilidades se reanudan en 1821 con la batalla de Bomboná, la cual, siendo un desastre táctico para ambos ejércitos, da una ventaja estratégica para las fuerzas republicanas que pronto logran el control total del actual territorio de Colombia logrando así la liberación de los actuales Ecuador y Venezuela. Así, para todos efectos, en 1822 los realistas habían perdido el control de lo que alguna vez fue el Virreinato de Nueva Granada.

## Estructura Administrativa - Ley Indiana

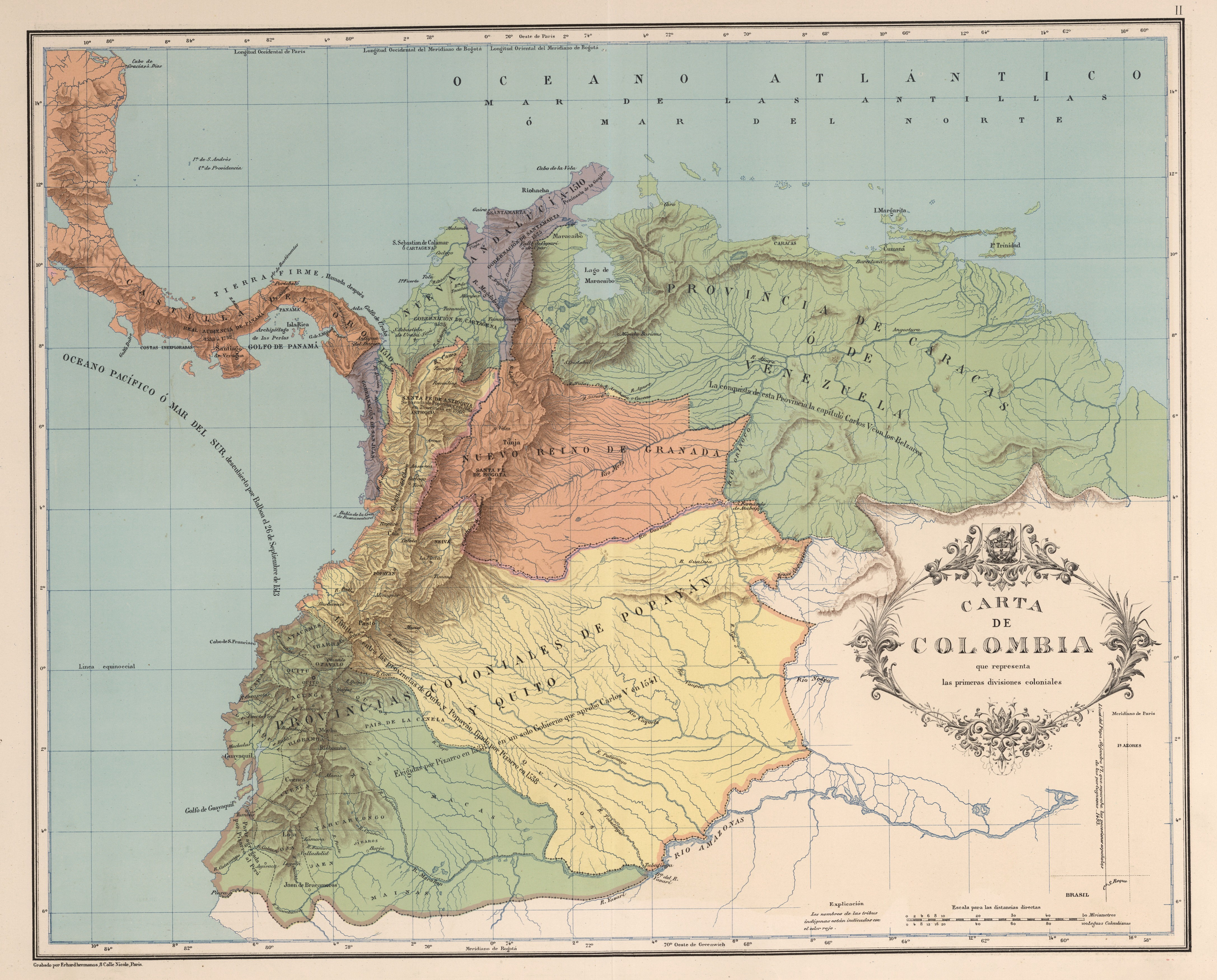
Primeras divisiones coloniales del territorio.

La vocación administrativa de Bogotá se notó pasados unos lustros desde fundada, su céntrica posición, la disponibilidad de recursos y su cercanía relativa a otras villas como Tunja, la hacía idónea para funcionar como centro neurálgico del gobierno Colonial.
Los primeros problemas que surgen respecto a la jurisdicción de la corona sobre estas tierras era que los primeros conquistadores a pesar de reconocer la autoridad de los Reyes Católicos, establecían reglas a su acomodo e incluso, en algunos casos, quisieron establecer dominios aparte. Por ello, la corona decidió una política unificada acerca de las Indias.
Con el objeto de reglamentar organizadamente a las Américas, se reunieron en Burgos, por orden de Felipe II el Prudente, las Cortes Generales de Castilla y León, con representantes especiales de la Chunta Aragonesa para definir un marco legal estable para las Indias. Estas leyes de Burgos, prohibieron la explotación indígena -cosa que no se cumplió-, establecieron las encomiendas, las mitas y el resguardo. Este conjunto de leyes fue conocida como la Ley Indiana.
En esta convención, se reglamentaron los dictámenes previos y la mayoría de las capitulaciones hechas por la Casa de Contratación y el Consejo de Indias además de establecer un margo general a la actuación de los funcionarios coloniales, estructuró las divisiones administrativas en Virreinatos, Capitanías Generales y estos a su vez en gobernaciones, villas y corregimientos.
Colombia quedó dividida en las Gobernaciones de Cartagena, Santa Marta y Popayán, pero el centro del país la Gobernación de Bogotá tomó el nombre de Nuevo Reino de Granada. 

## Inmigración, mestizaje y castas

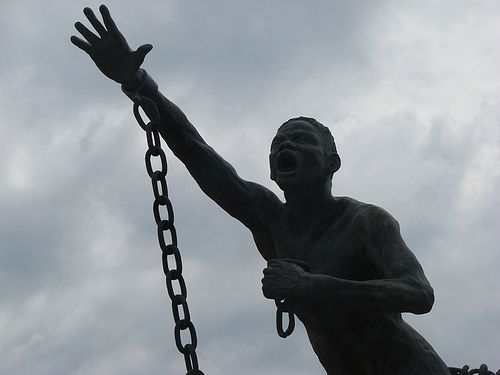
Estatua de Benkos Biohó ubicada en San Basilio de Palenque.

Los primeros conquistadores llegados al territorio eran de origen extremeño (Extremadura, Oeste de España). Después los que llegaron a las Indias fueron los Andaluces (Andalucía), destacados andaluces son Gonzalo Jiménez de Quesada y Sebastián de Belalcázar. Aunque en la Colonia, los primeros colonizadores eran en su mayoría de origen andaluz, estos se asentaron en la costa, sobre todo en Cartagena de Indias, aunque Santa Marta en mucha menor medida ya que esta recibió mayor cantidad de colonos provenientes del norte de España, en línea con el interior del país. Después de los andaluces, casi 50 años después, llega una oleada de vizcaínos, navarros, castellanos y madrileños, quienes se asientan en zonas más acordes a las temperaturas medias de sus regiones de origen, es decir, el interior. Luego de estas dos oleadas, el orden se volvió irregular, sobre todo cuando se instituyó el virreinato y el monopolio andaluz sobre el comercio americano se rompe, pero predominó la llegada de españoles del norte de la península.
Los conquistadores tuvieron hijos las indígenas amerindias. A principios de la colonia, los españoles, los indígenas y posteriormente los negros vivían separados y no sostenían relación alguna. Con el tiempo, los primeros matrimonios interraciales se fueron dando, y para 1600 los mestizos como tal ya conformaban una parte de la sociedad. A la mezcla de españoles con indígenas, se sumó la de los negros, quienes también pusieron su cuota a este proceso. La combinación: de indios y blancos da el mestizo, de blancos y negros da el mulato, de negros e indios da el zambo.
Por otra parte, la encomienda también tenía una función evangelizadora y urbanizadora conexa, pues los encomenderos eran enviados a zonas inhóspitas —donde la iglesia no llegaba— y además el número de indios que se les encomendaba superaba los mil, así que las encomiendas eran pueblos después de todo. Sin embargo, solamente a finales del siglo xvii comienza a darse una recuperación demográfica como consecuencia la rápida reproducción de mestizos, negros y mulatos.
En este contexto, la sociedad colonial establecía un sistema rígido de castas sociales, en las cuales los españoles estaban en la cabeza, ocupando la totalidad de puestos del gobierno. Posteriormente, se encontraban los criollos, quienes eran hijos de españoles nacidos en América, la mayor parte de ellos carentes de fortuna que ocupaban cargos políticos intermedios. Luego estaban los mestizos e indígenas que no tenían relación alguna con los españoles pero eran libres y finalmente los negros quienes conformaban la casta esclava. En 1778 la población aproximada era de un millón de habitantes distribuidos así: blanca (mestiza) 80%; 15% indígena; 5% negra.
En el siglo xix fue hallado en el Archivo Histórico Nacional de España un documento titulado Epítome de la conquista del Nuevo Reino de Granada, atribuido a Gonzalo Jiménez de Quesada. La obra dejó apuntes para la primera aproximación científica a la demografía del Nuevo Reino de Granada.

## Economía

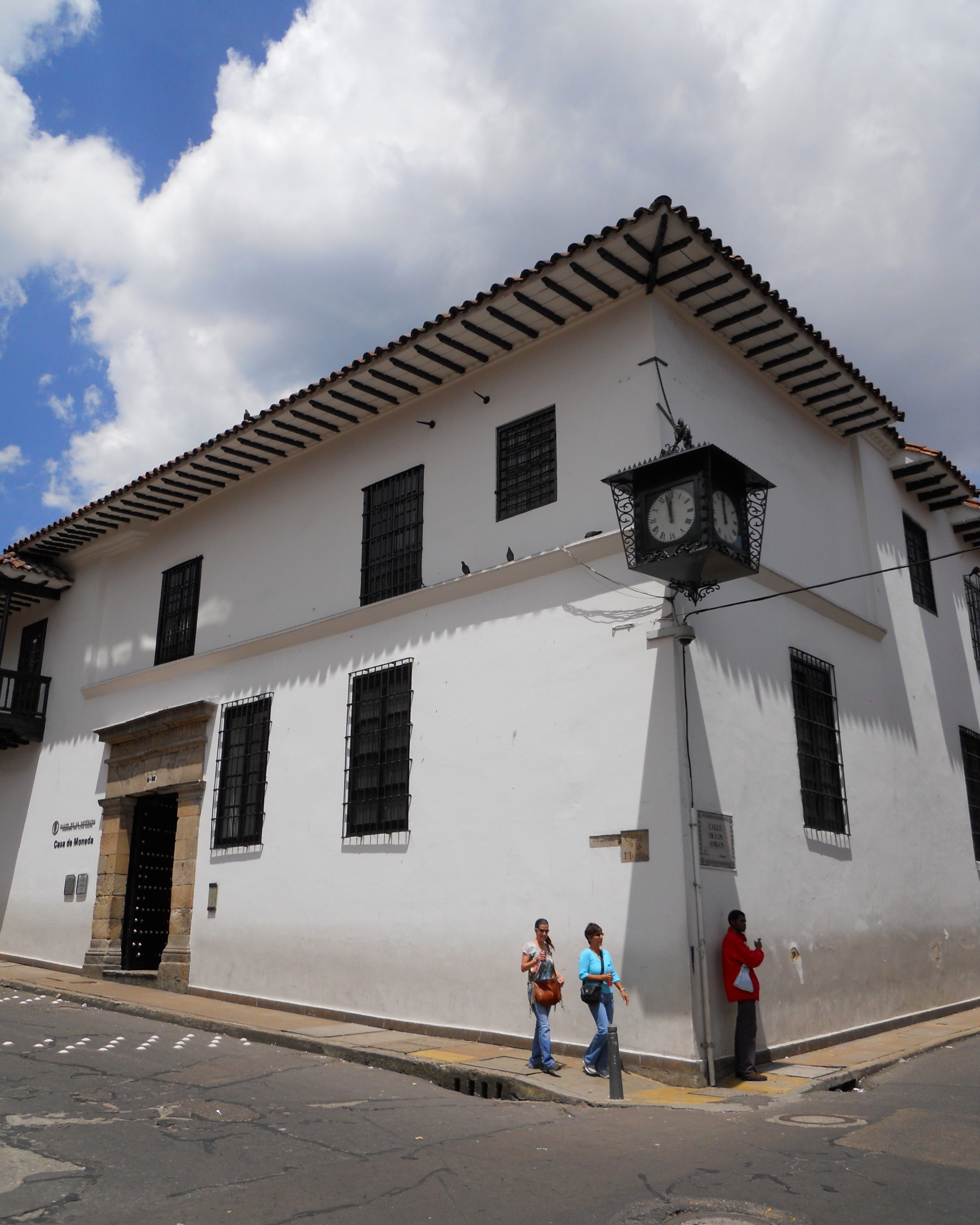
Casa de la Moneda, Bogotá.

El periodo económico colonial se caracterizó por su falta de dinamismo y el excesivo control de la metrópoli sobre la producción, los impuestos y las exportaciones. La minería, que era monopolio de los españoles estaba al servicio de las arcas de la península, donde se iba todo. La producción agrícola era bastante rudimentaria y se concentraba en satisfacer el mercado interno, solo los productos exóticos que soportaran el viaje trasatlántico eran exportados a España. A su vez la península tenía el monopolio del comercio de productos manufacturados hacia las colonias.
La Tributación colonial, a pesar de ser asfixiantemente centralizada, era regulada por las regiones, lo que conducía a abusos de las autoridades locales. Los impuestos se dividían en dos grupos, los impuestos sobre el comercio transatlántico, compraventa y las rentas, sobre los de bienes de consumo y los eclesiásticos. Entre los principales tributos se pueden mencionar: el Almojarifazgo, el Quinto real, los Estancos, y el Diezmo.
Para 1620, Felipe II de España ordena la creación de una Casa Real de Moneda en Santa Fe de Bogotá, para calmar la súplica por la estabilización del orden monetario. Específicamente el encargo era "labrar escudos de oro sencillos y de dos; reales de plata de a ocho y de a cuatro y de a dos, sencillos y medios, cuartillos de vellón rico, ligados a cuatro marcos de cobre [y] uno de plata".
El tesoro acuñado en la Nueva Granada muestra sumas considerables especialmente en el último lustro del siglo xvi. Sin embargo, entre 1645 y 1720, dicha cantidad colapsan casi por completo debido principalmente a la catástrofe demográfica, logrando ascender a fines del siglo xviii. Entre tanto, durante ese siglo la economía habituada a una estabilidad en el nivel de precios se vio drásticamente alterada, en el corto plazo, por la aparición de la inflación surgida por una retención excesiva de numerario.
Por otra parte, Bogotá nunca fue tan activa y rica como las ciudades de la Costa, que se llevaban el trofeo de la riqueza, pero de igual forma la producción de sal en Zipaquirá, el cultivo de papa, arracacha, y otros tubérculos fueron el fuerte de Tunja y Bogotá. La minería en el Nuevo Reino de Granada siempre fue importante, sobre todo la de cobre y esmeraldas. Los indígenas muiscas desarrollaron estos trabajos.

### Las Encomiendas
La encomienda, se considera la base de la economía colonial, pues era el centro de producción agrícola y también minera, aunque las minas eran separadas de la encomienda misma, y a ellas se les llamaban "mitas". Las mitas eran las minas o canteras donde los indios y esclavos más fuertes trabajaban desde el amanecer hasta la salida de la luna, y desde la mita, ellos se dividían entre indígenas (quienes se iban a su resguardo) y esclavos, que se iban a las encomiendas, donde tenían sus dormitorios. El resguardo, era una figura creada por las autoridades coloniales, para las comunidades indígenas que trabajaban en las mitas, y en los resguardos descasaban para volver a trabajar. Los resguardos eran administrados por los indígenas pero se consideraban subordinados al encomendero.
Dentro de lo establecido en las leyes de burgos, los españoles que tuviesen la suficiente capacidad económica y conocimiento del parcelamiento de tierras y la administración de haciendas, se les podría "encomendar" a un número de indios.

## Infraestructura

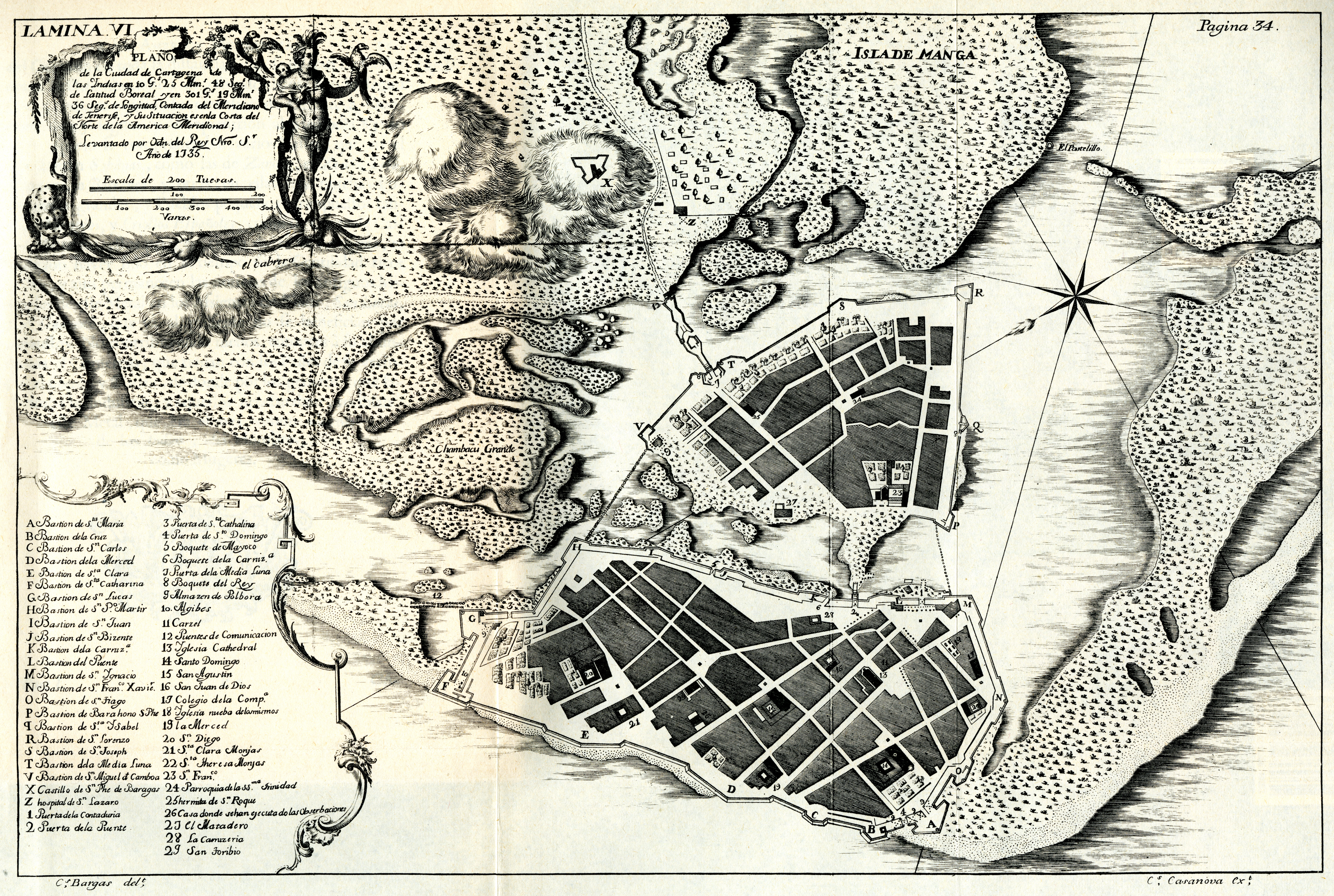
Puerto, fortalezas y conjunto monumental de Cartagena. Plano realizado en 1735 y publicado en la Obra Relación Histórica del Viaje a la América Meridional, de Jorge Juan y Antonio de Ulloa.

Los títulos "Llave y Antemural del Reino" y "Llave de las Indias" no eran en vano para Cartagena de Indias, estos son explicables en su estratégica posición en el Caribe; su relación directa con la feria de Portobelo y el virreinato del Perú y su profunda y segura bahía. Lentamente esto la convirtió en punto obligado de parada, para abastecer a la tropa y comerciar con la península y otras colonias.
El diseño general de la estrategia defensiva cartagenera pertenece a los siglos XVII y XVIII aunque el inicio de su construcción fue a finales del siglo XVI. Este sistema de defensa, revolucionario en su época, es la contraparte a la muralla medieval clásica, alta y recta, diseñada para impedir que el enemigo la escale. El nuevo concepto, es que la fortificación pierda altura y gane en espesor, resistiendo el embate de los cañones. Se diseña para ofrecer el menor blanco posible, dificultar la apertura de brechas en las cortinas y disponer sobre ellas de explanadas para las piezas que habrían de responder al sitiador.
Jiménez de Quesada, además de establecer la ruta fluvial que movería la vida colonial colombiana, y explorar la nación Muisca, ordenó fundar el centro neurálgico de la administración española, Tunja y Santa Fe que es todavía la capital de la Colombia independiente.

## Cultura

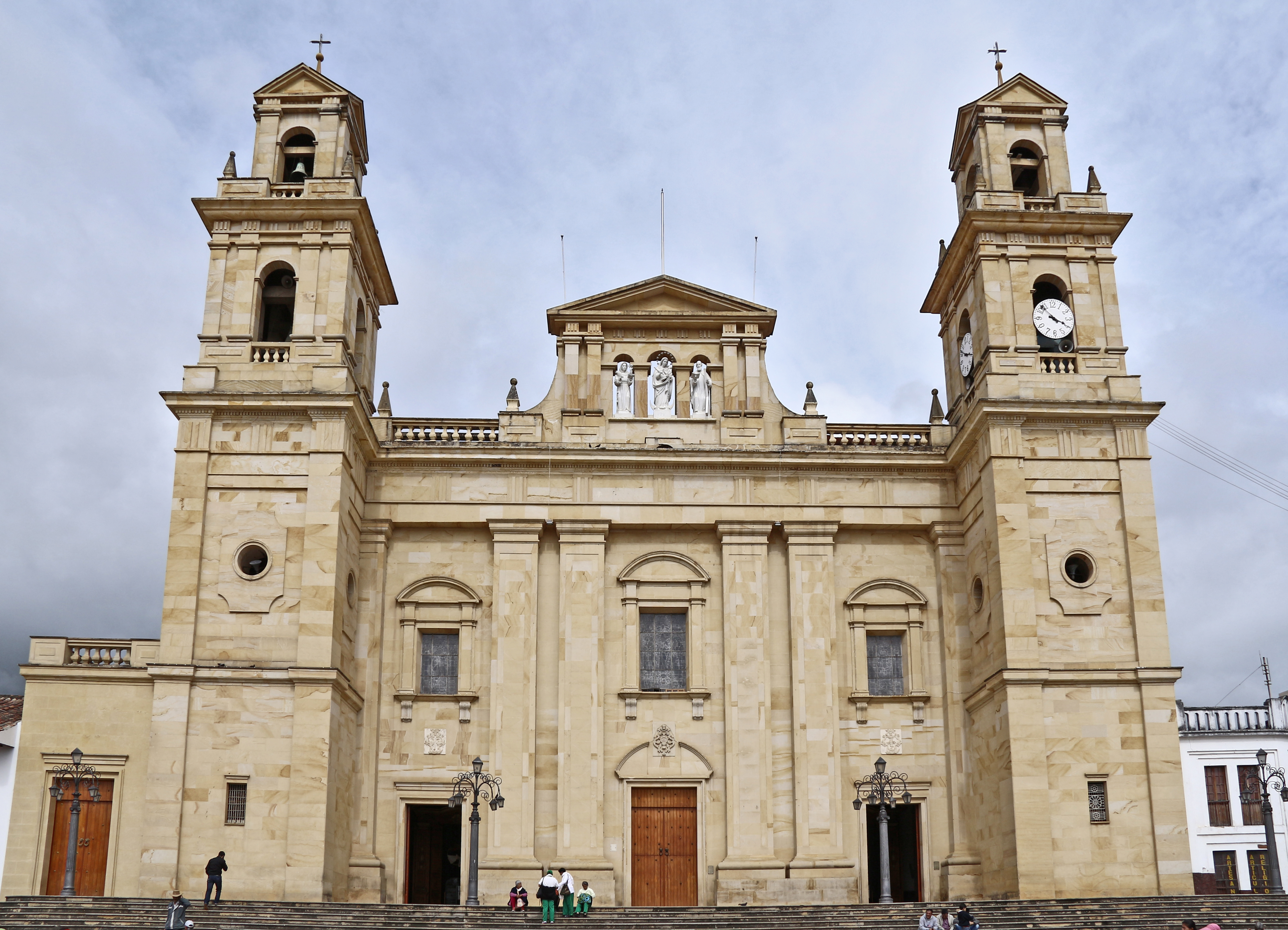
Basílica de Nuestra Señora del Rosario (Chiquinquirá).

### Arte y literatura
El arte y la literatura coloniales eran estrictamente controlados por el gobierno, y por ello en la mayoría de los casos se referían a asuntos gubernamentales y religiosos. En el concierto artístico internacional, el arte colonial colombiano parece no ser tan apreciado pues otras escuelas artísticas como la Limeña y la Quiteña eran más acordes al gusto barroco que imperaba en la época. Aun así el arte neogranadino dejó mucho para el acervo cultural de Colombia en ciudades como Tunja. La literatura colonial fue bastante escasa, y al igual que el arte plástico, era estrictamente controlado por el gobierno. Felipe II autorizó la real cédula de 1578 que restringía la producción literaria en las colonias, prohibiendo las novelas de caballería y los periódicos que por esa época eran las formas más sencillas que podían incitar a la gente a cualquier sentimiento emancipador. Por ello florecieron la poesía y las crónicas de Indias.

### Religión
Al principio, los españoles intentaron imponerla mediante la represión directa a cada indio, haciendo que él obedeciera. Más tarde, con más personal eclesiástico a la mano, y la asignación de gobernadores civiles a las divisiones administrativas, los militares y la iglesia planearon una nueva estrategia: evangelizando a los caciques y líderes espirituales a la fuerza.